# Métier de chien
Pour plus de détails, voir Fiche technique et Distribution.
Métier de chien (Dog Shy) est un film américain de Leo McCarey sorti en 1926.

## Synopsis
Après avoir été poursuivi par un chien, Charlie entre dans une cabine téléphonique et une jeune femme lui raconte son problème. Elle subit des pressions pour épouser un riche duc contre sa volonté. Il accepte alors de l'aider et ils se retrouvent chez elle. Il est cependant pris par les domestiques de la jeune femme comme un majordome nouvellement embauché et après une série de malentendus hilarants et de catastrophes, Charlie est reconnu comme un héros et connaît une fin heureuse.

## Fiche technique
- Titre original : Dog Shy
- Titre français : Métier de chien
- Réalisation : Leo McCarey
- Scénario : H. M. Walker
- Photographie : Floyd Jackman
- Montage : Richard C. Currier
- Producteur : Hal Roach
- Société de production : Hal Roach Studios
- Société de distribution : Pathé Exchange
- Pays de production :  États-Unis
- Langue : Anglais
- Format : 1.33 : 1, 35mm, noir et blanc
- Durée : 22 minutes
- Date de sortie : 4 avril 1926

## Distribution
- Charley Chase : Charlie
- Stuart Holmes : Le Duc
- Mildred June : La fille
- Josephine Crowell : La mère de la fille
- William Orlamond : Le père de la fille
- Buddy the Dog : Duke le chien
- Fred Kelsey (non crédité) : Un policier